# روونیو
روونیو (به ایتالیایی: Rovegno) یک کومونه در ایتالیا است که در استان جنوا واقع شده‌است.

## خصوصیات
روونیو ۴۵٫۰ کیلومترمربع مساحت و ۵۶۴ نفر جمعیت دارد و ۶۵۸ متر بالاتر از سطح دریا واقع شده‌است.